# Contea di Prince George (Virginia)
La contea di Prince George (in inglese Prince George County) è una contea dello Stato della Virginia, negli Stati Uniti. La popolazione al censimento del 2000 era di 33 047 abitanti. Il capoluogo di contea è Prince George.